# Hospital de Urgencia Asistencia Pública

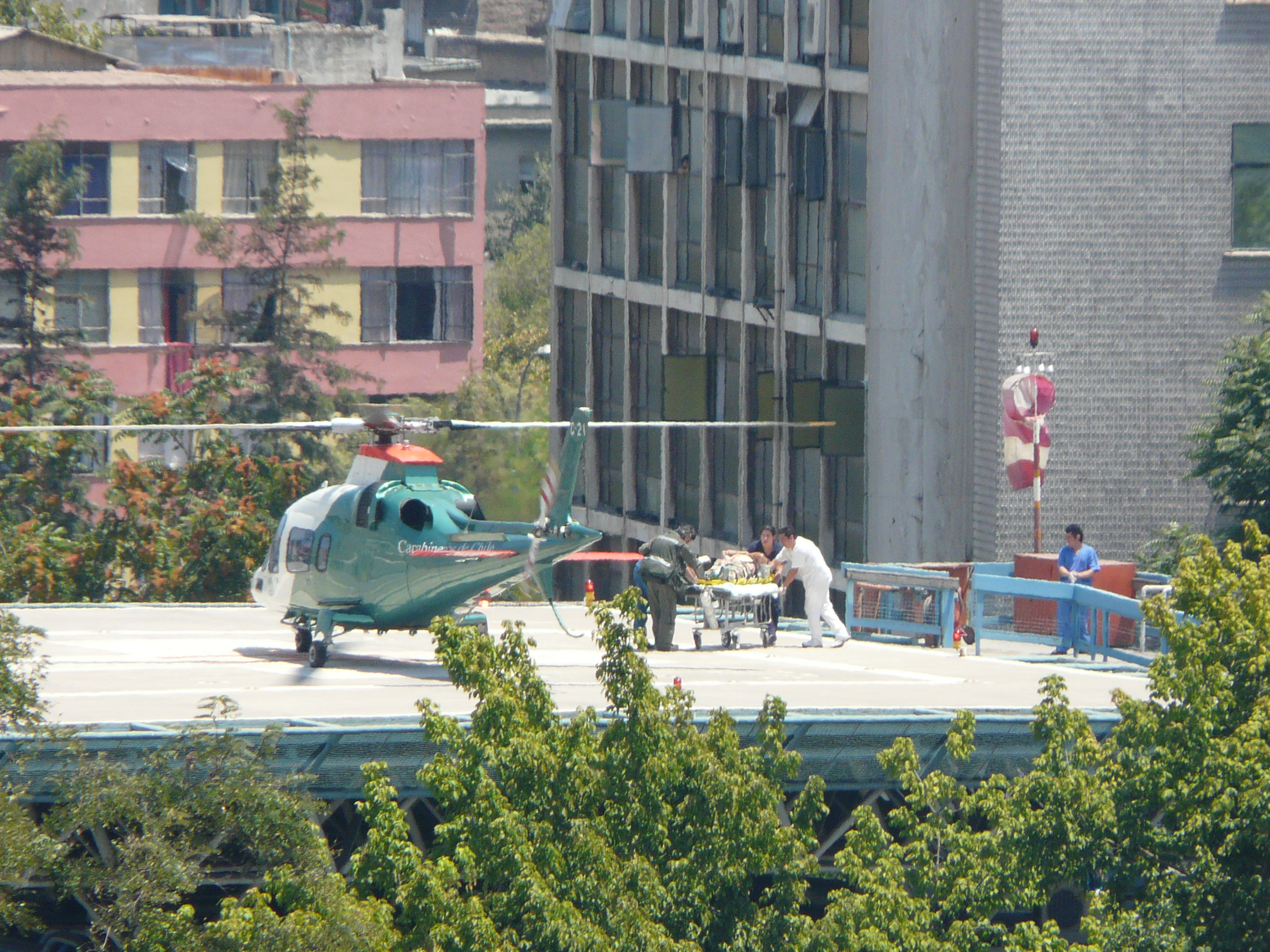
Traslado de paciente en helicóptero al hospital.

El Hospital de Urgencia Asistencia Pública (HUAP), también conocido como Posta Central, es el principal centro de atención de urgencias médicas de adultos de la Región Metropolitana de Santiago, Chile y a nivel nacional.
Fundado el 7 de agosto de 1911, la Posta Central fue el primer servicio de urgencia permanente en Chile. Su fundador, el Dr. Alejandro del Río Soto Aguilar, lo señaló como “la figura médica de mayor nivel profesional y académico en el ámbito de la higiene y la salubridad pública”.

## Historia
Antes de la creación de la Posta, los lesionados era llevados por la policía municipal a sus cuarteles para prestar declaración. Estos, al no tener carros ambulancias, detenían cualquier carro para transportar al herido; pero en ocasiones los ocupantes se negaban, dado que la policía carecía de fuero para imponerlo por la fuerza.
En los inicios del siglo XX, los cuarteles de policía contaban con estudiantes de medicina que prestaban la primera atención a los accidentados. De ahí deriva el nombre de este servicio, ya que la primera asistencia a los heridos la realizaban en la vía pública.
Al crearse el centro de atención de heridos en 1911, se mantuvo el nombre. Para eso se habilitó una vieja casona en la calle San Francisco N.º 85 y desde el 15 de diciembre de 1967 está ubicado en su actual emplazamiento en calle Portugal. En 1993 la Posta Central institucionalizó su actual nombre: Hospital de Urgencia Asistencia Pública (HUAP).

## Características
La Posta Central es el establecimiento en atención de urgencias médicas de adultos de la Región Metropolitana, además de ser el punto de derivación nacional del sistema público de salud para pacientes politraumatizados y quemados.
El HUAP recibe durante las 24 horas del día a los enfermos de urgencia, estabilizándolos (aún con procedimientos quirúrgicos) y derivándolos al hospital correspondiente a su sector, una vez superada la emergencia. Resuelve patologías de alta complejidad, como las cardiovasculares o accidentes y violencia.
Desde el año 1976 administra el Servicio de Urgencia de Ambulancias (SUA) y desde 1995 el Sistema de Atención Médica de Urgencias (SAMU).